# アイトール・ゴンサレス

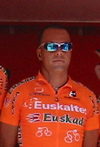
アイトール・ゴンサレス

アイトール・ゴンサレス・ヒメネス（Aitor González Jiménez、1975年2月27日- ）は、スペイン、バスク州ギプスコア県スマラガ出身の元自転車競技（ロードレース）選手。

## 経歴
1998年、アビアンカと契約を結んでプロ転向。
1999年、ケルメ・コスタ＝ブランカに移籍。
2002年、ブエルタ・ア・エスパーニャ総合優勝（区間3勝）を果たす。また、同年のジロ・デ・イタリアでは、第8、19ステージを制覇し、総合6位。
2003年、ファッサ・ボルトロに移籍。ジロ・デ・イタリア第15ステージ制覇（総合19位）。
2004年、ツール・ド・フランス第14ステージ制覇。
2005年、エウスカルテル・エウスカディに移籍。ツール・ド・スイス総合優勝（区間1位）。

### ドーピング問題
2005年9月、フランスのスポーツ紙・レキップに、ドーピング違反の疑いが報じられる。理由は、途中棄権した同年のブエルタ・ア・エスパーニャ期間中に禁止薬物を使用した疑いがあるとのことであった。
この報道に対してゴンサレス側は、代理人弁護士がそのような事実はないと主張し、所属チームのエウスカルテル・エウスカディもゴンサレスの潔白を支持していたが、2006年4月、エウスカルテル・エウスカディは態度を一変。その後、他に契約を結ぶチームは現れず、現役から退いた。